# Nimm, was du kriegen kannst
Nimm, was du kriegen kannst (Originaltitel: Come and Get It) ist ein US-amerikanischer Liebesfilm der Regisseure Howard Hawks und William Wyler aus dem Jahr 1936. Das Drehbuch basiert auf dem im Jahr zuvor erstmals veröffentlichten Roman Come and Get It von Edna Ferber. Der Film erfuhr seine deutsche Premiere am 10. Februar 1978 im deutschen Fernsehen (ARD).

## Handlung
Barney Glasgow ist der Geschäftsführer einer Holzfällerei in Wisconsin. Erfreut über die gute Arbeit seiner Männer, will er nach Hause gehen und die Tochter seines Chefs, Emma Louise, heiraten. Barney und sein Freund Swan Bostrom feiern den Geschäftserfolg in einem Saloon. Sie sind von der Sängerin Lotta Morgen beeindruckt. Barney und Lotta verlieben sich ineinander. Doch Barney gibt die Liebe zugunsten seines Wohlstandes auf und verlässt Lotta. Lotta wendet sich Swan zu, den sie heiratet.
Einige Jahre später – Barney hat Emma geheiratet und ist Vater zweier Kinder – besucht Barney Swan, den er einige Zeit nicht gesehen hat. Er erfährt, dass Lotta gestorben ist, doch sie hat eine Tochter, ebenfalls mit Namen Lotta. Barney lernt die junge Lotta kennen und verliebt sich in das schöne Kind, die glaubt, er würde sie wie eine Tochter ansehen. Er überhäuft sie und ihre Cousine Karie mit Geschenken. Dann bringt er die beiden und Swan in seine Heimatstadt. Er bietet Swan einen bedeutungslosen Job an. Barney und Lotta werden zu Klatschobjekten der Stadt. Richard, Barneys Sohn, diskutiert mit Lotta, die nun erkennt, dass Barneys Gefühle ihr gegenüber nicht väterlich sind. Sie freundet sich mit Richard an und verliebt sich in ihn.
Barney ist erschüttert, dass seine Tochter Evvie den Gewerkschafter Tony Schwerke heiraten will, der zudem zusammen mit Richard Einwegpapierbecher erfunden hat. Auch ist er eifersüchtig auf Richard und schickt ihn nach New York. Bei einer Belegschaftsfeier in Barneys Haus kommt es zum Streit zwischen Richard und seinem Vater. Lotta hindert Richard daran, seinen Vater zu schlagen, weil er ein alter Mann ist. Der betroffene Barney lässt die beiden ziehen. Emma kommt zu ihm und gesteht ihm, dass Richard gegangen ist und nicht Barney, wie sie befürchtet hatte. Barney klingelt nach dem Abendessen und sagt mit Tränen in den Augen: „Nimm, was du kriegen kannst“.

## Hintergrund
Gedreht wurde der Film in Idaho. Regisseur Howard Hawks wurde nach Streitigkeiten mit dem Produzenten Samuel Goldwyn durch Wyler ersetzt.
In einer kleinen Nebenrolle als Holzfäller ist Hank Worden zu sehen, ein guter Freund von Howard Hawks. 
Walter Brennan gewann den ersten Oscar, der in der Kategorie Bester Nebendarsteller vergeben wurde. Er gewann ihn in dieser Kategorie noch weitere zweimal. Für die Ausstattung waren Julia Heron und Richard Day verantwortlich.

## Soundtrack
- Aura Lea von George R. Poulton und W. W. Fosdick, gesungen von Frances Farmer und später von Edward Arnold und Walter Brennan
- The Bird on Nellie's Hat von Alfred Solman und Arthur J. Lamb, gesungen von Frances Farmer, Edward Arnold, Mady Christians und Walter Brennan
- Gwine to Rune All Night von Stephen Foster
- Jeanie With the Light Brown Hair von Stephen Foster
- Brautchor aus der Oper Lohengrin von Richard Wagner
- Glühwürmchen aus der Operette Lysistrata von Paul Lincke

## Kritiken
„Melodramatische Abenteuergeschichte“, urteilte das Lexikon des internationalen Films. „Trotz einer Vielzahl versierter Hollywood-Handwerker vor und hinter der Kamera ein eher konventioneller Unterhaltungsfilm.“ Prisma wies darauf hin, dass William Wyler den Film zwar beendet habe, aber „das Endergebnis eher Hawks' Handschrift“ aufweise, „wenngleich er sicherlich zu Recht zu seinen weniger bekannten Filmen zählt“. Dennoch sei es Hawks „auch hier, in einem Nebenwerk,“ gelungen, „seinen Darstellern zum Teil außerordentliche Leistungen [abzugewinnen]“.

## Auszeichnung
Bei der Oscarverleihung 1937 erhielt der Film einen Oscar in der Kategorie Bester Nebendarsteller (Walter Brennan). Er war zudem in der Kategorie Bester Schnitt (Edward Curtiss) nominiert.